# Малечник
Малечник (словен. Malečnik) је насељено место у општини Марибор, Подравска регија, Словенија.

## Историја
До територијалне реорганизације у Словенији био је у саставу старе општине Марибор.

## Становништво
У попису становништва из 2011. године, Малечник је имао 553 становника.
| Број становника према пописима | Број становника према пописима | Број становника према пописима |
| ------------------------------ | ------------------------------ | ------------------------------ |
| 1991                           | 2002                           | 2011                           |
| 478                            | 535                            | 553                            |

Напомена: Године 1989. увећан за део насеља Мељски Хриб.

## Галерија
- римокатоличка црква "Св. Петер"
- Горца над Малечником
- тунел
- Крижни пут на Горци изнад Малечника